# Retascón
Retascón ist ein spanischer Ort und eine Gemeinde (municipio) mit nur noch 73 Einwohnern (Stand: 2024) im Süden der Provinz Saragossa in der Autonomen Gemeinschaft Aragonien. Die Gemeinde gehört zur bevölkerungsarmen Serranía Celtibérica.

## Lage und Klima
Retascón liegt ca. 90 Kilometer südwestlich der Provinzhauptstadt Saragossa in einer Höhe von ca. 950 m. 
Das Klima ist gemäßigt bis warm; Regen (ca. 448 mm/Jahr) fällt übers Jahr verteilt.

## Bevölkerungsentwicklung
| Jahr      | 1970 | 1981 | 1991 | 2001 | 2011 | 2021 |
| Einwohner | 134  | 97   | 80   | 81   | 76   | 65   |

Die Mechanisierung der Landwirtschaft, die Aufgabe bäuerlicher Kleinbetriebe und der damit verbundene Verlust von Arbeitsplätzen führten in der zweiten Hälfte des 20. Jahrhunderts zu einem deutlichen Rückgang der Bevölkerungszahl (Landflucht).

## Sehenswürdigkeiten
- Kirche Mariä Himmelfahrt (Iglesia de Nuestra Señora de la Asunción)
- Ruine der Christopheruskapelle
- Reste der Burganlage
- Rathaus

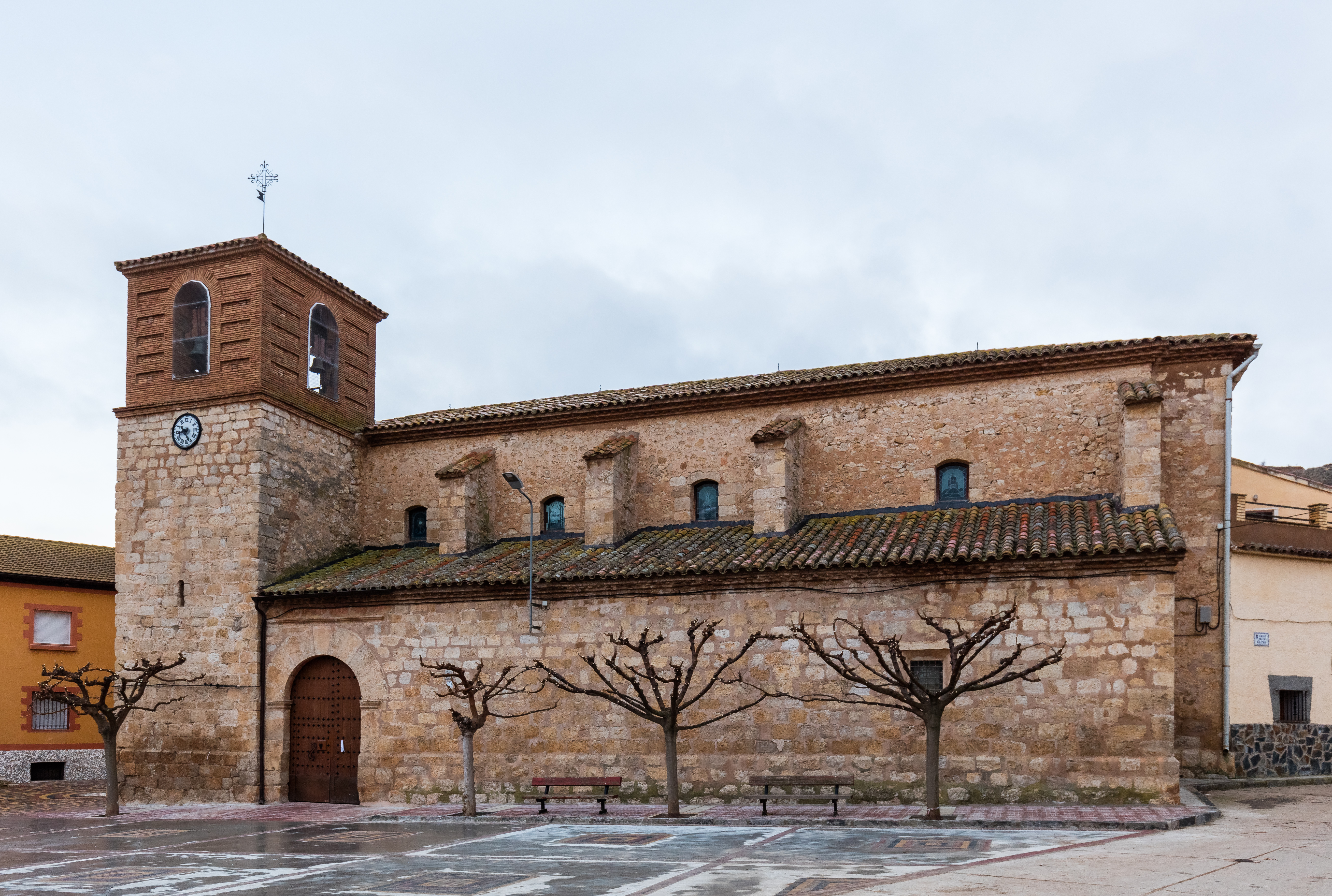
Kirche Mariä Himmelfahrt
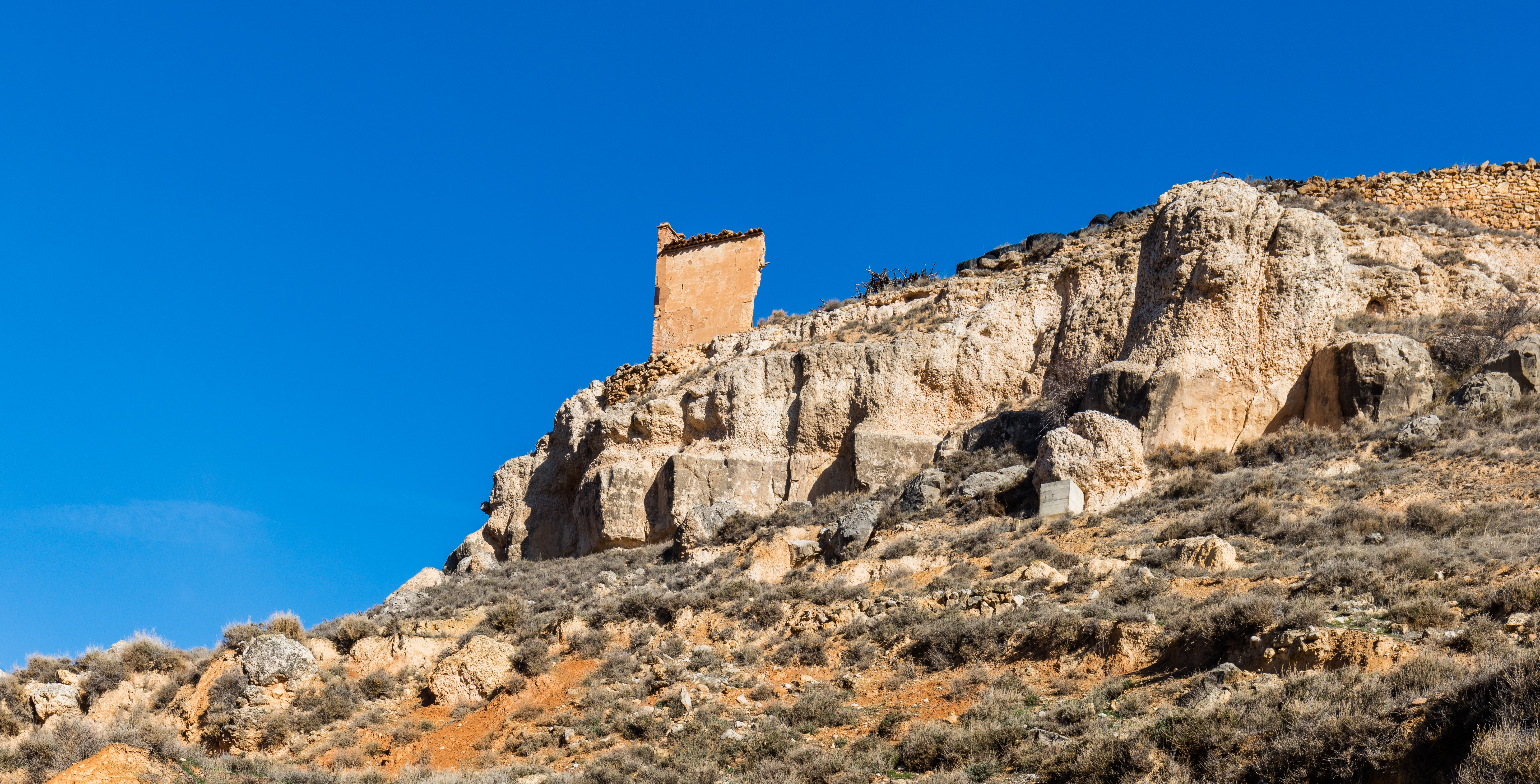
Ruine der Christopheruskapelle
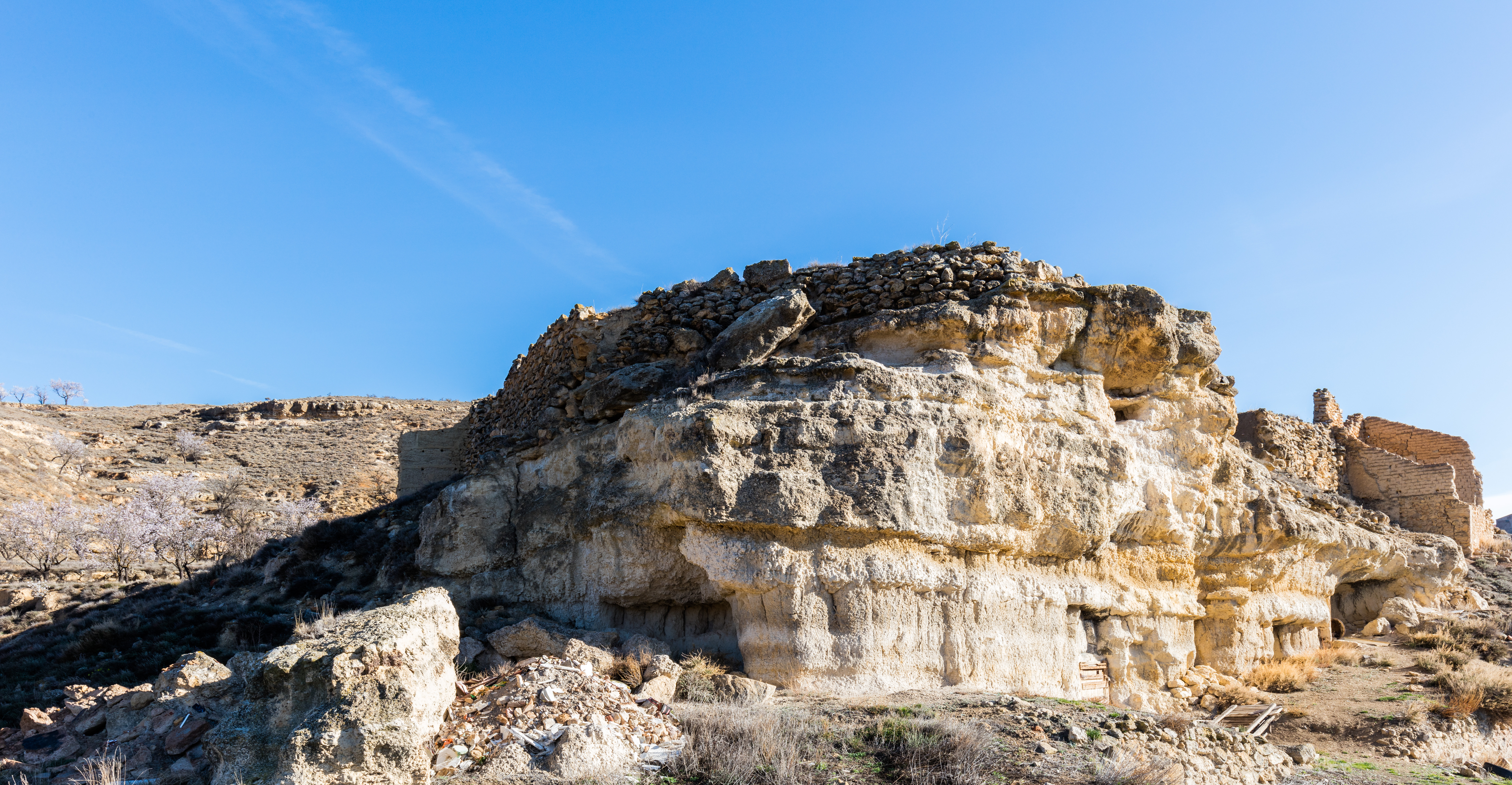
Reste der Burganlage
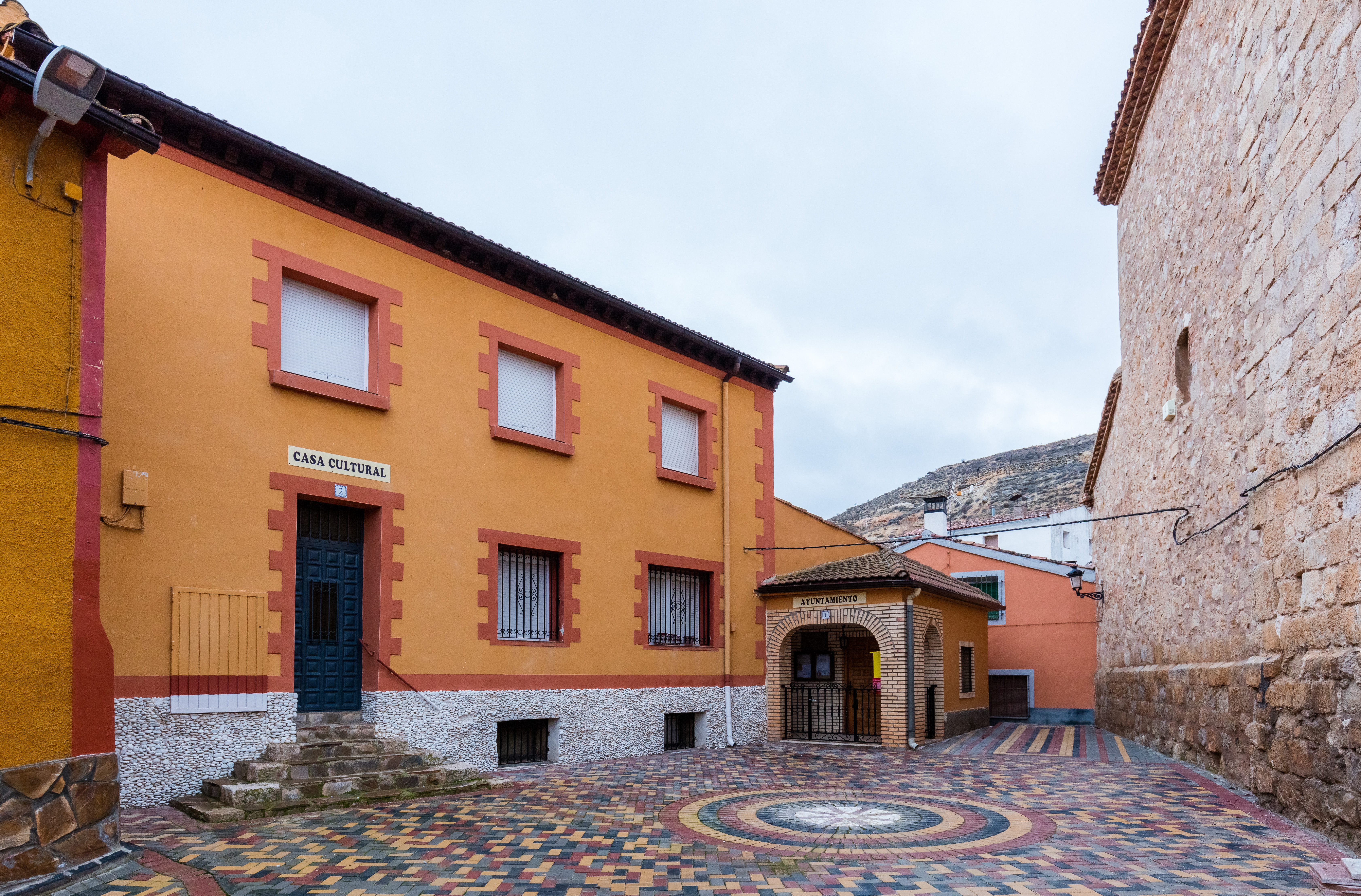
Rathaus